# Triangle de Perkin
El  Triangle de Perkin  és un aparell especialitzat per realitzar la destil·lació de materials sensibles a l'aire. El seu nom fa honor a William Henry Perkin Jr, el disseny posseïa una forma aproximadament triangular. La figura adjunta mostra una versió més moderna en la qual les vàlvules de vidre han estat reemplaçades per vàlvules modernes amb tancament estanc a l'aire construït amb Tefló.
Alguns compostos no només tenen elevats punts d'ebullició sinó que també són sensibles a l'aire. Per a ells és possible utilitzar un sistema de destil·lació simple, en el qual, tan bon punt finalitza la destil·lació, el buit es reemplaça amb un gas inert. No obstant això, aquest no és un sistema òptim si es volen extreure fraccions a una pressió inferior. Per poder realitzar aquesta operació s'afegeix un adaptador en l'extrem del condensador, però si es volen obtenir resultats de millor qualitat o si els compostos són en extrem sensibles a l'aire llavors es pot utilitzar un triangle de Perkin.